# بوب جالفين
روبرت وليام بوب جالفين  (بالإنجليزية: Bob Galvin)‏(9 أكتوبر 1922 - 11 أكتوبر 2011) ولد في مارشفيلد، ابن بول جالفين مؤسس شركة موتورولا وأصبح الرئيس التنفيذي للشركة من عام 1959 حتى 1985.

## عمله في موتورولا
بدأ جالفين العمل في موتورولا في عام 1940، في عام 1956 عين كرئيس للشركة وبعد سنتين عقب أباه في منصب الرئيس التنفيذي. 
أرتفعت نسب مبيعات شركة موتورولا في فترة رئاسته من 216.6 مليون في 1958 إلى 6.7 مليار في عام 1987.

## حياته الشخصية
عاش جالفين في مدينة بارينغتون في إلينوي مع زوجته ماري بارنز جالفين ورزقا بأربع أبناء وثلاثة عشر حفيد، وتوفي في مدينة شيكاغو في أكتوبر من عام 2011.